# ماری لاک پیترمان
ماری لاک پیترمان (انگلیسی: Mary Locke Petermann؛ ۲۵ فوریهٔ ۱۹۰۸–۱۳ دسامبر ۱۹۷۵) یک بیوشیمی‌دان سلولی اهل ایالات متحده آمریکا بود که به‌دلیل نقش کلیدی خود در کشف و شناسایی ریبوزوم‌های حیوانی، مجتمع‌های مولکولی که سنتز پروتئین را انجام می‌دهند، شناخته شده‌است. او نخستین زنی بود که استاد تمام دانشکده پزشکی دانشگاه کرنل شد.

## سنین جوانی و تحصیل
ماری پیترمان در ۲۵ فوریهٔ ۱۹۰۸ در لوریوم، میشیگان زاده شد. مادرش آنا مای گریرسون و پدرش آلبرت ادوارد پیترمان، مدیر کل شرکت مس تلفیقی کالومت و هکلا واقع در کالومت، میشیگان بود.
او در دبیرستان کالومت و مدرسهٔ مقدماتی ماساچوست تحصیل کرد، سپس در سال ۱۹۲۹ از کالج اسمیت با دستاوردهای عالی در رشتهٔ شیمی فارغ‌التحصیل شد. او سپس مدتی از مدرسه دور بود و یک سال در دانشگاه ییل به‌عنوان تکنسین تحقیقاتی کار کرد، و پس از آن چهار سال بر روی عدم تعادل اسید و باز در بیماران روان‌پزشکی در بیمارستان روان‌پزشکی بوستون به انجام پژوهش پرداخت. او در سال ۱۹۳۶ تحصیلات دکتری خود را در رشتهٔ شیمی فیزیولوژیک در دانشگاه ویسکانسین آغاز کرد. در سال ۱۹۳۹، او با مدرک دکتری برای پایان‌نامه در مورد نقش قشر آدرنال در تنظیم یون فارغ‌التحصیل شد.

## فعالیت حرفه‌ای
پیترمان پس از کسب مدرک دکتری، در دانشگاه ویسکانسین ماند و به نخستین کارمند شیمی‌دان زن دپارتمان شیمی‌فیزیک این دانشگاه تبدیل شد و تا سال ۱۹۴۵ به‌عنوان محقق فوق دکتری به کار در آنجا ادامه داد. او در دانشگاه ویسکانسین به‌همراه جان وارن ویلیامز و آلوین ام. پاپنهایمر تحقیقاتی را روی شیمی‌فیزیک پروتئین‌ها انجام داد؛ از جمله تجزیه و تحلیل برهمکنش‌های پادتن-آنتی‌ژن، به‌ویژه آنهایی که بین سم دیفتری و آنتی توکسین وجود داشت. این سه نفر با استفاده از اولتراسانتریفیوژ نشان دادند که حدود ۲/۳ از آنتی‌توکسین دیفتری (که بعداً تحت عنوان بخش Fc از ایمونوگلوبولین جی در نظر گرفته شد) «غیرفعال» است – می‌توان آن را با درمان پروتئاز حذف کرد و آنتی‌توکسین همچنان می‌تواند دو مولکول آنتی‌ژن را متصل کند، بنابراین سایت‌های اتصال باید به هم نزدیک باشند. تحقیقات او بر روی پادتن‌ها به تعیین ساختار ایمونوگلوبولین توسط رادنی پورتر کمک کرد، کاری جایزهٔ نوبل ۱۹۷۲ را برای پورتر به‌همراه داشت. او همچنین آلبومین سرم انسانی را برای کمیتهٔ تحقیقات پزشکی شورای تحقیقات دفاع ملی در طول جنگ جهانی دوم مورد مطالعه قرار داد و روش‌هایی را برای تصفیهٔ آلبومین به‌منظور استفاده به‌عنوان جایگزین خون توسعه داد.
در سال ۱۹۴۵، او به‌عنوان یک شیمی‌دان در بیمارستان مموریال در شهر نیویورک به مطالعه بر روی نقش پروتئین‌های پلاسما در متاستاز مشغول شد و سپس در سال ۱۹۴۶ برای پژوهش در مورد نقش نوکلئوپروتئین‌ها در سرطان، به مؤسسه اسلون-کترینگ، که به‌تازگی برای پژوهش پیرامون سرطان تأسیس شده بود، رفت. او که در ابتدا عضو بنیاد فینی هاول بود، در سال ۱۹۶۰ به عضوی وابسته و در سال ۱۹۶۳ به عضویت دائمی این بنیاد درآمد، و به نخستین عضو دائمی زن مؤسسهٔ اسلون کترینگ تبدیل شد.
او همزمان که در اسلون کترینگ بود، به تدریس بیوشیمی در بخش اسلون-کترینگ دانشگاه کرنل در دانشکده تحصیلات تکمیلی علوم پزشکی مشغول بود و نخستین استاد تمام زن کرنل نیز بود.
او در سال ۱۹۶۳ جایزهٔ اسلون را برای تحقیقات دربارهٔ سرطان دریافت کرد و از پول این جایزه برای سفر به اروپا برای اجرای سخنرانی و کار در آزمایشگاه برنده آرنه تیسلیوس، برندهٔ جایزهٔ نوبل، استفاده کرد. در سال ۱۹۶۶، انجمن شیمی آمریکا مدال گاروان را به او اعطا کرد؛ مدالی که یک افتخار ملی بود که به زنانی داده می‌شد که کمک‌های مثال‌زدنی به علم شیمی کرده‌اند.
او حدود ۱۰۰ مقاله و همچنین کتابی به نام خواص فیزیکی و شیمیایی ریبوزوم‌ها (۱۹۶۴) نوشته‌است.
پیترمان در سال ۱۹۷۳ از دانشگاه کرنل بازنشسته شد، سپس نخستین انجمن سرطان مموریال اسلون کترینگ برای زنان حرفه‌ای را تأسیس کرد و به‌عنوان نخستین رئیس این انجمن خدمت کرد.

## تحقیق در مورد ریبوزوم‌ها
پیترمان اولین کسی بود که ریبوزوم‌های حیوانی، که محل سنتز پروتئین بودند، را جداسازی کرد. آلبر کلود در تحقیقات قبلی با استفاده از تقسیم سلولی برای بررسی محتوای سلول‌های حیوانی، مجموعه‌ای از ذرات حاوی اسیدهای نوکلئیک و پروتئین‌هایی را یافت که آن را «میکروسوم» نامید. پیترمان دریافت که این ذرات حاوی مقادیر تقریباً مساوی آران‌ای و پروتئین هستند اما اندازهٔ آنها بسیار متنوع است. برای خالص‌سازی بیشتر اجزاء، او از تکنیکی به نام اولتراسانتریفیوژ تحلیلی استفاده کرد تا اجزای هموژنه‌های طحال و کبد موش را بر اساس سرعت رسوب نسبی آن‌ها (بسته به اندازهٔ آن‌ها) جداسازی کند.
بعدها، میکروسکوپ الکترونی توسط فیلیپ سیکویتز و جرج پالاده نشان داد که «میکروسوم‌های» اصلی قطعاتی از شبکه آندوپلاسمی هستند که با ریبوزوم‌ها پوشانده شده‌اند. پیترمان توانسته بود ریبوزوم‌های خالص را جداسازی کند؛ زیرا سرعت سانتریفیوژ بالایی که او برای ته‌نشینی مولکول‌ها در محلول قند با چگالی بالا استفاده می‌کرد، قطعات شبکه آندوپلاسمی را جداسازی می‌کرد. ذرات کوچکی که او جدا کرد قبل از اینکه در سال ۱۹۵۸ در یک نشست انجمن بیوفیزیک به‌طور رسمی «ریبوزوم» نامیده شوند، «ذرات پیترمان» نامیده شدند. او علاوه بر جداسازی ریبوزوم‌ها، با ماری همیلتون برای توصیف خواص فیزیکی و شیمیایی آنها همکاری داشت.

## مراحل بعدی زندگی
پیترمان هرگز ازدواج نکرد و بچه‌دار نیز نشد. او در ۱۳ دسامبر ۱۹۷۵ بر اثر سرطان در سن ۶۷ سالگی در بیمارستان امریکن انکولوژی فیلادلفیا درگذشت. در سال ۱۹۷۶، بنیاد آموزشی انجمن زنان در علم، یک بورسیهٔ تحصیلی را به افتخار او، به نام او نام‌گذاری کرد.

## جوایز و افتخارات
- جایزه اسلون برای تحقیقات دربارهٔ سرطان، ۱۹۶۳[۳]
- مدال گاروان، انجمن شیمی آمریکا، ۱۹۶۶[۷]
- دکتری افتخاری، کالج اسمیت[۳]
- جایزهٔ خدمات برجسته، آکادمی دستاوردهای آمریکا[۳]
- بورسیه بنیاد راکفلر[۲]
- عضو منتخب آکادمی علوم نیویورک[۲]

## مقاله‌های مهم
- Petermann, Mary L.; Hamilton, Mary G. (May 1, 1952). "An Ultracentrifugal Analysis of the Macromolecular Particles of Normal and Leukemic Mouse Spleen". Cancer Research. 12 (5): 373–378. ISSN 0008-5472. PMID 14925948.
- Petermann, M. L.; Pappenheimer, A. M. (January 1941). "The Ultracentrifugal Analysis of Diphtheria Proteins". The Journal of Physical Chemistry. 45 (1): 1–9. doi:10.1021/j150406a001. ISSN 0092-7325.